# Бегство мистера Мак-Кинли (фильм)
«Бегство мистера Мак-Кинли» — советский двухсерийный цветной художественный фильм режиссёра Михаила Швейцера, снятый в 1975 году. Сценарий фильма написан писателем Леонидом Леоновым.

## Сюжет
Фильм снят в реалиях 1970-х годов. Легкомысленный учёный изобретает средство («коллоидный газ»), позволяющее человеку заснуть, проспать сто и больше лет и проснуться практически в том же физическом состоянии, что и в момент погружения в сон. Поскольку дело происходит в современную капиталистическую эпоху, коллоидный газ тут же был использован в коммерческих целях Сэмом Боулдером, создавшим систему сальваториев — укрытых глубоко под землёй, отлично оборудованных хранилищ тел тех людей, что пожелали отправиться в будущее, спасаясь от неизлечимой сегодня болезни, от скуки, от угрозы ядерной войны или просто из-за желания «остаться вечными чемпионами» (как, к примеру, сделала это футбольная сборная Бразилии).
Главный герой фильма (Мак-Кинли) — маленький человек, клерк в одном из рекламных бюро, очень любит детей (заочно) и мечтает завести кучу собственных детишек. Завести детей ему мешает комплекс собственной неполноценности, ощущаемый героем как страх перед ядерной войной и мировой катастрофой. Мак-Кинли стремится убежать и от окружающего мира, и от самого себя (несмотря на наличие хорошенькой женщины рядом, давно строящей на него планы).
Попав на пресс-конференцию фирмы SBS, создающей и обслуживающей сеть сальваториев, Мак-Кинли привлекает внимание одного из ведущих управляющих этой фирмы и получает приглашение (в рекламных целях) посетить один из сальваториев, чтобы ознакомиться с его работой, как говорится, на месте. После этого у зачарованного фантастической технологией сальваториев мистера Мак-Кинли осталась одна мечта в этой жизни — попасть в сальваторий и сбежать в будущее. Ради этого он готов пойти даже на преступление: Мак-Кинли знакомится с богатой старушкой и хочет убить её топором, но та разгадывает его замысел и оказывается в сальватории ещё до того, как убийца приходит к ней. Ряд других попыток разбогатеть, чтобы купить заветный билет в сальваторий, проваливаются. В самый последний момент Мак-Кинли собирается покончить с собой, но неожиданно находит лотерейный билет, который выигрывает требующуюся для покупки билета сумму.
Мечта сбылась — Мак-Кинли отходит в безмятежный сон, чтобы проснуться 250 лет спустя. И он чистый, побритый и умытый готовится к выходу в новый свет, не обращая внимание на странное поведение сотрудников SBS, выполняющих свои обязанности строго по инструкции, но с каким-то оттенком ненависти и презрения. Лифт выносит Мак-Кинли на поверхность Земли, и вместо цветущего сада его ждёт выжженный бесконечными войнами мир.
Но это был только сон. Финал вполне оптимистичен — Мак-Кинли остался в своём времени и сделал предложение своей возлюбленной, а для излечения от комплексов он с видимым удовольствием поступает так, как никогда раньше не поступал (заступился за мальчика-дворника, которого бил хозяин).

## В ролях
| Актёр              | Роль                                     |
| ------------------ | ---------------------------------------- |
| Донатас Банионис   | мистер Мак-Кинли (озвучил Зиновий Гердт) |
| Жанна Болотова     | мисс Беттл                               |
| Ангелина Степанова | миссис Энн Шамуэй                        |
| Борис Бабочкин     | миллиардер Сэм Боулдер                   |
| Алла Демидова      | потаскушка                               |
| Владимир Высоцкий  | уличный певец Билл Сиггер                |
| Александр Вокач    | Баренс                                   |
| Виктор Сергачёв    | мсье Кокильон                            |
| Софья Гаррель      | мадам Кокильон                           |
| Леонид Куравлёв    | мистер Дроот                             |
| Татьяна Лаврова    | миссис Перкинс                           |
| Владимир Кенигсон  | эпизод                                   |
| Ольга Барнет       | мисс Кэтти Бенсон                        |
| Юрий Волынцев      | сослуживец Мак-Кинли                     |
| Игорь Кваша        | директор фирмы SB-Salvatory              |
| Игорь Кашинцев     | Паркинс                                  |
| Алексей Сафонов    | священник                                |
| Юрий Комаров       | доктор Френсис Липпинсток                |
| Николай Волков     | сенатор                                  |
| Виктор Семёнов     | приятель певца                           |
| Михаил Сидоркин    | шеф фирмы Мак-Кинли                      |
| Лев Поляков        | приятель Мак-Кинли                       |
| Наталья Лебле      | подружка Билла Сиггера                   |
| Владимир Смирнов   | эпизод                                   |
| Надежда Самсонова  | Флоренс Скотт                            |

## Съёмочная группа
- Режиссёр-постановщик: Михаил Швейцер
- Режиссёр: Софья Милькина
- Оператор: Дильшат Фатхулин
- Художник: Леван Шенгелия
- Композитор: Исаак Шварц
- Художник по костюмам — Ганна Ганевская
- Мультипликационные вставки:
  - Режиссёр-постановщик: Фёдор Хитрук
  - Художники-постановщики: Владимир Зуйков, Эдуард Назаров

## История создания
В оригинальном произведении Л. Леонова, написанном в 1960 году, люди спасались в сальваториях от ужасов войны и капиталистического строя. В фильме прямолинейная идеологическая подоплёка 1960-х годов практически убрана.
Уличные сцены снимались в Будапеште — наиболее «западной» из восточноевропейских столиц. На всём протяжении фильма видны рекламные вывески с надписями на немецком языке, в одной из сцен можно видеть вывеску «Könyvesbolt» («Книжный магазин») на венгерском.
Кинокартина стала одной из первых, снятых по только что разработанной советской системе с универсальным форматом кадра. В результате прокатные фильмокопии могли печататься как в обычном, так и в широкоэкранном или широкоформатном вариантах.
По воспоминаниям Софьи Милькиной, смонтированный оригинальный негатив, полученный после всех редактур фильма, был оставлен на хранение монтажнице К. Алеевой. Пока Швейцер и Милькина отдыхали в отпуске, эта плёнка была смыта по её вине, и окончательная версия фильма была безвозвратно уничтожена. В настоящее время существуют только фильмокопии, отпечатанные с первоначального варианта негатива. Позже Милькина признавалась: «Я никого так в жизни не ненавижу, как Клавдию Петровну Алееву».
Роль Сэма Боулдера стала последней работой в кино Бориса Бабочкина.

## Песни и музыка
При переработке киноповести Леонова так, чтобы она больше соответствовала современности, Швейцер решил выражать авторскую мысль через песенную прослойку.
Так как фильм делался «из американской жизни» и ставить его было задумано в американской манере, появилась идея использовать широко применяемый в американских фильмах приём сквозных баллад.
Найти в СССР поэта, могущего справиться с такой задачей, казалось почти невозможно, рассматривался даже вариант приглашения Дина Рида. Однако решили попробовать обратиться к Владимиру Высоцкому.
По воспоминаниям С. Милькиной (жены М. Швейцера), в пятницу она дала Высоцкому сценарий фильма, а в следующий четверг он позвонил и сказал, что хочет встретиться и поговорить. Придя в ближайшее воскресенье, Высоцкий неожиданно для всех сказал: «Ребята! А я написал уже баллады». За неделю были написаны почти все песни (семь из девяти). Спев же «Мистерию хиппи», Высоцкий заявил: «Вот это я написал для себя, — я же буду играть вашего Билла Сиггера».
Музыка Высоцкого в основном не подходила для большого экрана, композитор фильма Шварц отказался писать свою: «Я не знаю, как трансформировать Высоцкого», поэтому музыку для некоторых песен писал Анатолий Кальварский.
Часть песен не вошла в фильм (точнее, в его первоначальный вариант), или вошла в усечённом виде, причём не из-за административных препон, а по причине невозможно большого размера баллад. При дальнейшей работе над фильмом, то есть при всех согласованиях и редактурах, картина была существенно сокращена, и из неё выпали ещё некоторые песни.
| Песня                                                                          | Соответствующая сцена в фильме |
| ------------------------------------------------------------------------------ | --- |
| Баллада о маленьком человеке («Погода славная, а это главное…»)                | Заменена на монолог, с очень похожими смысловыми и фразеологическими оборотами, произносимый Владимиром Высоцким в начале фильма, в котором тот представляет зрителям главного героя — мистера Мак-Кинли.                                                                                  |
| Баллада о манекенах («Семь дней усталый старый Бог…»)                          | Песня вошла в фильм в укороченном варианте (строфы 1—5, 12, 16—18, 24). Исполняется Владимиром Высоцким, музыка А. Кальварского. |
| Баллада о Кокильоне («Жил-был учитель скромный Кокильон,…»)                    | Заменена на монолог, с очень похожими смысловыми и фразеологическими оборотами. Произносится женой учителя Кокильона при проведении экскурсии в доме-музее Кокильона. При этом демонстрируется истинный ход событий, предшествовавших «эпохальному открытию» «великого Кокильона».         |
| Песня Билла Сиггера («Вот это да, вот это да!…»)                               | В фильм не вошла. Владимир Высоцкий на концерте перед исполнением песни рассказывал о сцене, для которой была написана эта песня. После того, как мистера Мак-Кинли выбрасывают из Сальватория в мусоропровод, он попадает на свалку, его окружает компания хиппи, которые поют эту песню. |
| Марш футбольной команды «медведей» («Когда лакают…»)                           | В фильм не вошла. По сюжету она созвучна со зрелищными мероприятиями, на которых Мак-Кинли «развлекался» с миссис Энн Шамуэй. |
| Баллада об оружии («По миру люди маленькие носятся, живут себе в рассрочку,…») | В фильм не вошла. Сохранилась кинопроба, где Высоцкий исполняет песню в укороченном варианте. По сюжету она подходит к сцене, где Мак-Кинли приобретает топор в оружейном магазине. |
| Мистерия хиппи («Мы рвём — и не найти концов…»)                                | В фильм не вошла. Имеется записанная для фильма фонограмма в исполнении Владимира Высоцкого и подпевающим ему хором мужских и женских голосов. |
| Баллада об уходе в рай («Вот твой билет, вот твой вагон…»)                     | Песня вошла в фильм в укороченном варианте (без строф 7, 9, 10). Исполняется Владимиром Высоцким в сцене, когда мистер Мак-Кинли наконец получает вожделенный билет в «сальваторий» и «отбывает» в будущее.                                                                                |
| Прерванный полёт («Кто-то высмотрел плод, что неспел,…»)                       | В фильм не вошла. |

В сцене посещения Мак-Кинли гостей и мисс Беттл звучит инструментальная версия «And I love her» Пола Маккартни и «Cold sweat» Джеймса Брауна. При вскрытии копилки-поросёнка — тема трёх поросят Ф. Черчилля. В момент фиаско с Энн Шамуэй (неудачное покушение) — Gery Scott — Billy’s Banjo Band. В сцене в баре, где Мак-Кинли беседует с проституткой, звучит музыка Emerson, Lake & Palmer — Tarkus.

## Награды
- Фильм был удостоен Государственной премии СССР за 1977 год. Персонально лауреатами стали Леонов, Швейцер, оператор Дильшат Фатхулин, художник Леван Шенгелия, актёры Банионис, Болотова, Бабочкин, Степанова, Демидова.

## Факты
- В советский прокат фильм вышел со счастливым концом, соответствующим оригинальной киноповести Л. Леонова. На Московском кинофестивале фильм был показан с другим, пессимистическим финалом (Мак-Кинли не выпускали на поверхность, просто дали на неё посмотреть — а потом устроили что-то вроде морального суда над ним), который был кратко описан в журнале «Советский экран» в статье, посвященной выходу фильма. Что интересно, в рекламные плакаты фильма был включён один кадр из «альтернативной» концовки (ранее опубликованный в «Советском экране»), и некоторые зрители специально пересматривали фильм в поисках этого кадра, но так и не сумели его найти.[источник не указан 2611 дней]
- Сюжетная основа фильма перекликается с идеями крионики, получившими популярность в начале 1970-х годов.
- Счётная машина, которой пользуется Мак-Кинли у себя дома — советская электромеханическая счётная машина «Быстрица-2».